# Ray (personaje)
The Ray (El Rayo en español) es el nombre de cuatro personajes ficticios, todos superhéroes en el universo de DC Comics.
El primer Ray fue Lanford "Happy" Terrill, un personaje de Quality Comics. Más tarde cuando DC Comics compró Quality Comics, Happy Terrill fue introducido como un miembro de los Combatientes de la Libertad (Freedom Fighters) en la Tierra-X. Después de que DC alterara gran parte de su continuidad e historia en la Crisis on Infinite Earths, Lanford Terrill era ahora un habitante del universo DC Comics y su hijo Ray Terrill se convirtió en el segundo Ray. Más tarde, el personaje de Stan Silver brevemente operaria como el tercer héroe llamado "The Ray". En el relanzamiento de DC durante "Los Nuevos 52", donde la continuidad y la historia fueron restructurados de nuevo, un nuevo personaje llamado Lucien Gates se presenta como "The Ray". Aunque Lucien históricamente es el cuarto personaje superhéroe en usar este nombre, en The Ray #1 (2012), en una continuidad reanudada, se refiere al origen de Happy Terrill como una historia que había escuchado cuando era niño.

## Biografías de los personajes ficticios

### Langford "Feliz" Terrill
Antes del reinicio en Crisis on Infinite Earths, Terrill Feliz había obtenido originalmente sus poderes al estar expuesto a rayos y la luz del sol al mismo tiempo, lo que le hizo ganar superpoderes basadas en la energía.
Su origen posterior a la Crisis es más complicado. Antes de la Segunda Guerra Mundial, el gobierno estableció un grupo secreto conocido como RONOL (Investigación sobre la Naturaleza de la Luz). Un miembro de RONOL, el Dr. Dayzl, teorizó que la luz que se originó hace milenios, donde la Tierra ahora orbita eventualmente circunnavegaría el universo y volvería como una entidad peligrosa y consciente.
La única manera de detener la "Entidad de la Luz", pensaba Dayzl, era hablar con ella. Engañando a un reportero llamado Feliz Terrill para que se uniera a ellos, Dayzl y sus asistentes organizaron un "accidente" en globo aerostático, asegurando que Terrill estaba expuesto a una "bomba ligera" genética. Dayzl calculó que la descendencia de Terrill sería una unificación de energía humana y ligera, un posible enlace con la Entidad de Luz. Inconsciente de la verdad, Terrill utilizó sus poderes resultantes para convertirse en el superhéroe Ray. Simultáneamente, RONOL perdió el respaldo del gobierno debido a las creencias poco ortodoxas de la Dr. Dayzl. El destino de Dayzl sigue siendo desconocido.
En 1950, después de enterarse de la verdad, Terrill prometió renunciar a su identidad de Ray. Terrill y su primera esposa, tuvieron un hijo llamado Joshua. Por un tiempo Joshua acompañó a Ray en misiones como su compañero "Spitfire". Sin embargo Josué era propenso a los estallidos violentos, lo colocaron en animación suspendida en los años 50 solamente para despertar otra vez en el futuro, cuando solamente tenía 10 años. Después de una breve asociación con su antiguo equipo, los Combatientes de la Libertad en los años setenta, se había casado y se había establecido. Todo parecía normal hasta que Feliz vio a su hijo recién nacido brillando con energía crepitante en el vivero del hospital. Feliz estaba convencido de que las teorías de Dayzl eran correctas. Ahora sabía que su hijo tendría un día el poder de confrontar a la Entidad de la Luz. No queriendo que su esposa pasara por ese tormento, feliz le dijo que el bebé había muerto y, a luego, estableció a su hijo con un padre adoptivo (Feliz Thomas).
En la serie Freedom Fighters de 2008, el Tío Sam le pide a Terrill que le pida ayuda a Neon the Unknown. Cuando Neón, completamente separado de la humanidad, se niega, Terrill bebe de las aguas de su oasis, convirtiéndose en un nuevo Neón Desconocido, conocido simplemente como "Neón".

### Ray Terrill
Ray Terrill fue informado de que era hiper-sensible a la luz y la exposición a la luz del sol lo mataría. Privado de compañía en su hogar oscurecido, el deseo más grande de Ray era por normalidad de su vida y la compañía de otros. Los medios lo llamaron Niño de la noche. Su único amigo durante sus años de formación fue su vecina, Jennifer Jurden. A los dieciocho años, por el supuesto lecho de muerte de su padre, Ray supo que su vida era una mentira. No era alérgico a la luz, ni tenía que vivir en la oscuridad. Lo más inquietante de todo, descubrió que su verdadero padre era el superhéroe de la guerra de los años 40, el Ray de la Edad de Oro.

### Stan Silver
Los reformados Combatientes de la Libertad tienen un miembro llamado Ray, que tiene poderes similares a los Terrills. El nuevo Ray es Stan Silver. Fue descrito por Justin Gray como "capaz de convertir su cuerpo en una luz láser viva" y "el playboy del grupo". A Stan le gusta mostrarse frente a los medios de comunicación.
Trabajando como corresponsal extranjero para el Washington Sun, Silver fue expuesto a la radiación de la atmósfera superior mientras cubría una historia, ganando así poder sobre varias formas de luz. Reclutado por la agencia S.H.A.D.E., Silver comienza a utilizar sus poderes al servicio de su gobierno. Él es, sin embargo, algo de un mujeriego egomaníaco en su persona civil. Silver más tarde abandona S.H.A.D.E. para unirse al nuevo grupo de Tío Sam "Freedom Fighters".
En Uncle Sam and Freedom Fighters  #6 (Tío Sam y los combatientes de la libertad en español), Silver revela que es un agente doble aún leal a S.H.A.D.E. Se convierte en sus compañeros y mata a Invisible Hood. Inmediatamente después, los colores de su "traje" se invirtieron, convirtiéndose en azul en lugar de amarillo.
En Uncle Sam and Freedom Fighters # 7, él lucha contra sus compañeros anteriores y es derrotado por Ray Terrill, y se vuelve Father Time. Más tarde se lo ve fuera de la Casa Blanca con los otros supersoldados de S.H.A.D.E.

### Lucien Gates
El 16 de septiembre de 2011, DC Comics anunció una nueva miniserie titulada "The Ray" para ser escrita por Palmiotti y Grey con funciones de arte por Jamal Igle como parte del lanzamiento de "Los nuevos 52". No presentó ninguna de las encarnaciones anteriores de Ray, sino que se centró alrededor de un nuevo personaje con el nombre de Lucien Gates. Las observaciones hechas por Lucien referenciando el origen de Lanford y su uso del título de Ray en su edición del principio indican que él no es el primer héroe que se llamará el Ray tan lejos como el universo DC nuevamente reanudado se refiere. La miniserie debutó en diciembre de 2011.
Lucien Gates es un socorrista Coreano-Americano del Condado de San Diego que, mientras estaba de servicio, fue atrapado en el camino de un haz de partículas. La viga, accidentalmente disparada desde un cañón de energía solar encargado por una agencia gubernamental sin nombre, mutó a varios organismos vivos antes de golpear a Gates. La energía resultante lo transforma en un manipulador de energía, capaz de volar a una velocidad sobrehumana, disparar varios rayos de energía y crear ilusiones. Gates es también un adoptado coreano-estadounidense.
Distintivamente, Gates no puede dirigir su vuelo como es común para los superhéroes aerotransportados, sino que viaja en línea recta como un rayo literal de luz. Para cambiar de dirección debe golpear una superficie reflectante, aunque no parece que está limitado por la mecánica normal de la reflexión especular y puede "reflejar" en cualquier ángulo (quizás más parecido a un nadador que arranca desde el borde de una piscina que la verdadera reflexión). Cuando es necesario, puede reducir su velocidad e incluso flotar.

## Poderes y habilidades
- Todas las versiones del Ray pueden absorber, almacenar y procesar la luz pura y utilizar la energía para volar y crear deslumbrantemente fuertes y poderosas ráfagas de luz. En sus apariciones de la Edad de Oro, Feliz Terrill fue capaz de manipular otras formas de energía como la electricidad y el magnetismo.
- Los Terrills también eran capaces de manipular y controlar la luz externamente para crear ilusiones e incluso construcciones de luz sólidas, así como hacerse invisibles.
- Más tarde, en la carrera de Feliz (mientras cuida/antagonizando a su hijo), se demostró que tenía un mayor dominio de sus habilidades. Por ejemplo, mediante el uso de "vibraciones de luz sólidas", que resonaban esencialmente en el oído interno del objetivo, fue capaz de aproximarse a la comunicación telepática.
- Ray Terrill es capaz de convertir su cuerpo completamente en energía luminosa. Ningún daño físico puede llegar a él en esta forma.
- Las habilidades y los poderes completos de Stan Silver son en gran parte indocumentados. Como se señaló anteriormente, es aparentemente "capaz de convertir su cuerpo en una luz láser viva".
- Lucien Gates no puede hacerse inmaterial, sino que la luz forma una armadura protectora. Con el fin de volar, Gates rebotea fuera de las superficies reflectantes. Sus procesos de pensamiento calculan cientos de opciones, lo que le permite reorientar su camino a la velocidad de la luz.

## Otras versiones
- En la edición final de 52, se revela un nuevo Multiverso, que originalmente consta de 52 realidades. Entre las realidades paralelas mostradas se encuentra una designada "Tierra-10" o también llamada "Tierra-X". Como resultado de los aspectos de "comer" de Mister Mind de esta realidad, toma aspectos visuales similares a la Tierra-X antes de la Crisis, incluyendo los personajes de Quality. Los nombres de los personajes y el equipo no se mencionan en el panel en el que aparecen, pero aparece un personaje visualmente similar al "Feliz" Terrill Ray.[4] Basado en los comentarios de Grant Morrison, este universo alternativo no es la Tierra-X antes de la Crisis.[5]
- La serie de 2007 Countdown: Arena introduce varias versiones alternativas del Ray. En la Tierra-6, el antiguo Átomo (Ray Palmer) se ha convertido en el Ray mundial, existe un Ray nazi en "Tierra-10" y su más cercano paralelo de Tierra-50 es un personaje prominente del Universo Wildstorm Apolo, un pastiche Superman que debutó a principios de los años noventa en la Tierra-10, Ray's Freedom Fighters se supone que es la oposición del fascista JL-Axis (el traje del Ray fascista combina con el nuevo uniforme de Ray Terril, por lo que el heroico Ray en los Freedom Fighters podría ser su padre, Feliz), y Apolo es más comúnmente visto como un superhombre paralelo (se coloca con los rayos aparentemente debido a sus poderes de luz).
- Una versión de Ray aparece en el libro Kingdom Come como uno de los héroes leales a Superman. También se menciona en ser instrumental en la eliminación de la radiación fuera del suelo de Kansas, tanto para la construcción de la recuperación del Gulag y Superman de la tierra al final de la historia. No se especifica qué encarnación de Ray es este, aunque en el arte promocional se le denomina Ray II. En el número final de 52, el escenario de Kingdom Come fue designado Tierra-22 en el nuevo Multiverso.

## En otros medios

### Televisión
- El Ray (Ray Terrill) hace varias apariciones de fondo en la serie animada Liga de la Justicia Ilimitada, aunque no se le dan ninguna línea de habla, aparece en los episodios "Iniciación", "La historia más grande jamás contada", "Corazón Oscuro", "Punto Álgido", "Pánico en el Cielo" y "Divididos Caeremos".[6] En la Justice League Unlimited del cómic establecido en el #17 que este era Ray Terrill, e incluyó a feliz como miembro de los combatientes de la libertad.
- La versión Lanford Terrill de Ray aparece en Batman: The Brave and the Bold en el episodio "Cry Freedom Fighters" con la voz de Tom Kenny.

### Serie Web
- El Ray es un estudiante de fondo en la Super Hero High en la serie web DC Super Hero Girls.
- Una serie de animada de Ray protagonizada por la versión de Ray Terrill del personaje ha sido anunciada para CW Seed prevista para estrenarse en 2018. Ray es el primer superhéroe Gay en liderar su propia serie.[7]